# Кэт Диор
Кэт Диор (англ. Kat Dior, род. 16 августа 1993, Лос-Анджелес, Калифорния) — американская порноактриса и эротическая фотомодель.

## Биография
Родилась 16 августа 1993 года в Лос-Анджелесе. Имеет испанские корни. Выросла в районе Венис-Бич. Большую часть детства воспитывалась бабушкой, убежала из дома и до достижения совершеннолетия находилась под государственной опекой в приёмных семьях. Первоначально работала стриптизёршей, а затем дебютировала в порнографии в 2013 году, в возрасте 20 лет в фильме Kat Got Your Dick (Brazzers). В том же году ушла из индустрии из-за романтических отношений с мужчиной старше её. После разрыва, около 2015 года, снова вернулась.
Снималась для таких студий, как Hustler, Mile High, Girlfriends Films, Evil Angel, Elegant Angel, 3rd Degree, Digital Sin, Brazzers, Wicked, Reality Kings, Jules Jordan Video, Burning Angel, Digital Playground, Kink.com и других.
В 2018 году была номинирована на AVN Awards в категории «лучшая актриса второго плана» за роль в Extradition. За этот фильм также была номинирована на XBIZ Award в категории «лучшая сцена секса в пародийном фильме». Также на XBIZ была представлена в номинациях «лучшая актриса второго плана» и «лучшая секс-сцена в лесбийском фильме» за Bad Babes Inc..
На июнь 2019 года снялась в 160 фильмах.

## Награды и номинации
| Год  | Церемония         | Результат | Номинация                             | Работа          |
| ---- | ----------------- | --------- | ------------------------------------- | --------------- |
| 2013 | Sex Awards        | Номинация | Самая горячая новая девушка           | н/д             |
| 2017 | Spank Bank Awards | Номинация | Creampied Cutie of the Year           | н/д             |
| 2017 | Spank Bank Awards | Номинация | Супер-сквиртер года                   | н/д             |
| 2018 | AVN Awards        | Номинация | Лучшая актриса второго плана          | Extradition     |
| 2018 | Spank Bank Awards | Номинация | Рождённая для ручной работы           | н/д             |
| 2018 | Spank Bank Awards | Номинация | Латиноамериканская старлетка года     | н/д             |
| 2018 | XBIZ Award        | Номинация | Лучшая актриса второго плана          | Bad Babes Inc.  |
| 2018 | XBIZ Award        | Номинация | Лучшая секс-сцена в пародийном фильме | Extradition     |
| 2018 | XBIZ Award        | Номинация | Лучшая секс-сцена в лесбийском фильме | Bad Babes Inc.  |
| 2019 | AVN Awards        | Номинация | Лучшая актриса второго плана          | The Cursed XXX  |
| 2019 | AVN Awards        | Номинация | Премия фанатов: лучший сайт актрисы   | ClubKatDior.com |

## Избранная фильмография
- Anal Day 5[10],
- Bush 6[11],
- Evil Squirters 4[12],
- Finish In My Ass[13],
- Girls Next Door[14],
- Interracial Latina Massage[15],
- Moving Day[16],
- POV Pervert 16[17],
- Ready For Anal 2[18],
- Seduction Of Abella Danger[19],
- Squirt In My Gape 5[20].